# 大卫·德霍尔特
大卫·德霍尔特（荷蘭語：David de Gorter，1717年4月30日—1783年4月8日），荷兰物理学家和植物学家。

## 生平
他曾经在大学任教，是俄女皇伊丽莎白·彼得罗芙娜·罗曼诺娃的皇家物理学家，同时是俄罗斯科学院和瑞典皇家科学院的成员。荷兰的植物学期刊以他的名字命名。